# César Mendoza
Cesar Leonidas Mendoza Duran (ur. 11 września 1918 w Santiago, zm. 13 września 1996 tamże) – chilijski jeździec i generał.
Jako sportowiec Mendoza zdobył złoty medal na Igrzyskach Panamerykańskich w 1951 oraz złoty i brązowy medal na Igrzyskach Panamerykańskich w 1959. Ponadto na Letnich Igrzyskach Olimpijskich w 1952 zdobył srebrny medal za skoki przez przeszkody drużynowo. Od 1973 do 1985 był dowódcą karabinierów i członkiem junty wojskowej pod przywództwem prezydenta Augusto Pinocheta, która rządziła krajem.